# عدار (صنعاء)

تعديل مصدري - تعديل

عدار هي إحدى قرى الجمهورية اليمنية. تتبع جغرافيا لمحافظة صنعاء وإداريًا لمديرية بلاد الروس. يبلغ تعداد سكانها 1342 نسمة حسب الإحصاء الذي أجري عام 2004.